# Сільвіус Леопольд Вайс
Сільвіус Леопольд Вайс (нім. Silvius Leopold Weiss; 12 жовтня 1687, Ґродкув, Сілезія, нині Польща — 16 жовтня 1750, Дрезден, Саксонія, нині Німеччина) — сілезійський композитор, відомий головним чином своїми творами для лютні, також лютніст і музичний педагог.

## Біографія
Сільвіус Леопольд Вайс народився в Ґродкуві, в Сілезії, як показують нові архівні дослідження. Довгий час вважалося, що він народився в Бреслау. Його батько, Йоганн Якоб Вайс (1662—1754), був музикантом і грав на лютні та теорбі. Сільвіус Вайс, так само як і його молодші брат і сестра, Йоганн Сигізмунд і Юліана Марґарета, отримав початкову музичну освіту у свого батька.
Після закінчення навчання Вайс був прийнятий в Бреслау на роботу лютнистом при дворі Карла Філіпа Пфальц-Нойбургського. У 1706 році через Кассель він прибув в Дюссельдорф, до брата свого роботодавця Йоганна-Вільгельма. Провівши там місяць, він повернувся в Бреслау, проте з 1709 року його батько і брат були прийняті в капелу курфюрста в Дюссельдорфі, імовірно завдяки рекомендації Сільвіуса Леопольда.
Його учнем був І. К. Зайферт, Майбутній учитель Леопольда Моцарта.

## Твори
Вайс імовірно написав понад 1000 п'єс для лютні, з яких збереглося близько 850. Більшість з них групуються в «сонати» (не слід плутати з більш пізньою класичною сонатною формою), які по суті являє собою барокову сюїту, що складається з набору танцювальних п'єс. Вайс також писав твори для камерного ансамблю та концерти, проте для більшості з них збереглися лише сольні партії.
Вайс, мабуть, не дуже цікавився публікацією своїх творів, тільки невелика частина п'єс була опублікована за його життя. Публікацію організував Георг Філіпп Телеман в 1728 році з метою продемонструвати приклади лютневих табулатур в музичному журналі «Der getreue Musikmeister».
Належність багатьох п'єс пера Вайса є спірною, в першу чергу через те, що відомо кілька композиторів-лютнистів, які носили прізвище Вайс. Крім Сільвіуса Леопольда, це його брат Йоганн Сигізмунд (Johann Sigismund) і сестра Юліана Маргарита (Juliana Margaretha), а також його батько Йоганн Якоб (Johann Jacob) і син Адольф Фастінус (Adolph Faustinus). Крім того, згідно з останніми дослідженнями, в Кенігсберзі (нинішній Калінінград) служив королівським лютнистом племінник Сільвіуса Леопольда (син його сестри) Карл Франц Йозеф Вайс (Carl Franz Josef).